# Vanessa Vidal
Vanessa Vidal (San Giovanni di Moriana, 21 dicembre 1974) è un'ex sciatrice alpina francese, specialista delle gare tecniche.

## Biografia
Vanessa Vidal, originaria di Fontcouverte-la-Toussuire, proviene da una famiglia di grandi tradizioni nello sci alpino: è nipote di Jean-Pierre Augert, sorella di Jean-Pierre Vidal e cugina di Jean-Noël Augert, tutti sciatori della nazionale francese.

### Stagioni 1991-2000
Ottenne il primo risultato internazionale di rilievo ai Mondiali juniores di Geilo/Hemsedal 1991, dove si classificò 9ª nello slalom gigante, e in Coppa Europa il 15 dicembre 1994 a Gressoney-La-Trinité, dove fu 7ª nella medesima specialità. Esordì in Coppa del Mondo il 21 dicembre successivo, piazzandosi 39ª nello slalom gigante tenutosi in Alta Badia.
Ai Mondiali di Sestriere 1997, sua prima presenza iridata, fu 25ª nello slalom speciale; l'8 febbraio 1999 conquistò il suo primo podio in Coppa Europa, arrivando 2ª nello slalom speciale disputatosi all'Abetone. Il 19 marzo 2000 a Bormio ottenne il miglior piazzamento in carriera in Coppa del Mondo, il 4º posto in slalom speciale.

### Stagioni 2001-2009
Ai Mondiali di Sankt Anton am Arlberg 2001 non concluse la prova di slalom speciale e il 3 dicembre dello stesso anno conquistò a Åre in slalom speciale l'ultimo podio in Coppa Europa (3ª); al suo debutto olimpico, Salt Lake City 2002, sempre tra i pali stretti fu 7ª. 17ª nello slalom speciale iridato di Bormio/Santa Caterina Valfurva 2005, ai XX Giochi olimpici invernali di Torino 2006, suo congedo olimpico, fu 26ª nella medesima specialità.
Åre 2007 fu la sua ultima presenza iridata, e sempre in slalom speciale fu 32ª; il 10 novembre 2007 fu per l'ultima volta al cancelletto di partenza di una gara di Coppa del Mondo, a Reiteralm in slalom speciale, senza concludere la prova. In seguito prese sporadicamente parte ad alcune gare minori fino al definitivo ritiro, avvenuto il 1º aprile 2009 in occasione di uno slalom speciale FIS disputato a Risoul e non completato dalla Vidal..

## Palmarès

### Coppa del Mondo
- Miglior piazzamento in classifica generale: 35ª nel 2000

### Coppa Europa
- Miglior piazzamento in classifica generale: 24ª nel 1999
- 5 podi:
  - 1 secondo posto
  - 4 terzi posti

### Nor-Am Cup
- Miglior piazzamento in classifica generale: 48ª nel 2000
- 1 podio:
  - 1 terzo posto

### Australia New Zealand Cup
- Miglior piazzamento in classifica generale: 12ª nel 2008
- 1 podio:
  - 1 vittoria

#### Australia New Zealand Cup - vittorie
| Data           | Località     | Paese         | Specialità |
| -------------- | ------------ | ------------- | ---------- |
| 23 agosto 2007 | Mount Hotham | Nuova Zelanda | SL         |

Legenda:

SL = slalom speciale

### Campionati francesi
- 8 medaglie (dati dalla stagione 1994-1995)[2]:
  - 3 ori (combinata nel 1997[senza fonte]; slalom speciale, combinata[senza fonte] nel 2006)
  - 4 argenti (slalom speciale nel 1995; slalom speciale nel 2001; slalom speciale nel 2002; slalom speciale nel 2004)
  - 1 bronzo (slalom speciale nel 2007)